# Taraklı
Taraklı ist eine Stadtgemeinde (Belediye) im gleichnamigen Ilçe (Landkreis) der Provinz Sakarya und gleichzeitig eine Gemeinde der 2000 geschaffenen Büyüksehir belediyesi Sakarya (Großstadtgemeinde/Metropolprovinz) in der Türkei. Seit der Gebietsreform 2013 ist die Gemeinde flächen- und einwohnermäßig identisch mit dem Landkreis. Der Ort liegt etwa 40 Kilometer südlich des Zentrums der „alten“ Provinzhauptstadt Adapazarı.
Der Landkreis liegt im Süden der Provinz. Er grenzt im Westen und Norden an Geyve, im Norden an Karapürçek, im Nordosten an Akyazı, im Osten an die Provinz Bolu und im Süden an die Provinz Bilecik. Durch den Ort läuft die Straße D160, die die vom Mittelmeer zum Schwarzen Meer reichende Fernstraße D650 im Westen mit Bolu im Osten verbindet. Die D150 führt von Taraklı nach Geyve. Der Fluss Göynük Çayı fließt von Ost nach West durch die Stadt und den Landkreis und mündet weiter westlich in den Sakarya. Nördlich davon liegen Teile des Gebirgszugs Kapıorman Dağları, südlich der Köroğlu Dağları.
Taraklı ist Mitglied der Cittàslow-Bewegung, die unter anderem die Verbesserung der Lebensqualität zum Ziel hat. Seit dem Jahre 1954 ist Taraklı eine Stadtgemeinde (Belediye).
Der Landkreis Taraklı wurde am 4. Juli 1987 per Gesetz Nr. 3392 beschlossen. Davor war Taraklı ein Bucak im Kreis Geyve, bestehend aus der gleichnamigen Belediye als Verwaltungssitz sowie 23 Dörfern. Der erste Landrat (Kaymakam) nahm am 30. Juli 1988 seine Tätigkeit auf. Zur letzten Volkszählung (1985) wurden im Bucak 9.380 Einwohner gezählt, davon 3.373 in der Belediye.
(Bis) Ende 2012 bestand der Landkreis aus der Kreisstadt und 18 Dörfern (Köy), die während der Verwaltungsreform 2013 in Mahalle (Stadtviertel, Ortsteile) überführt wurden, die vier existierenden Mahalle der Kreisstadt blieben erhalten, die Zahl der Mahalle stieg somit auf 22. Den Mahalle steht ein Muhtar als oberster Beamter vor.
Ende 2020 lebten durchschnittlich 317 Menschen in jedem dieser 22 Mahalle, 1.634 Einw. im bevölkerungsreichsten (Hacımurat Mah.).

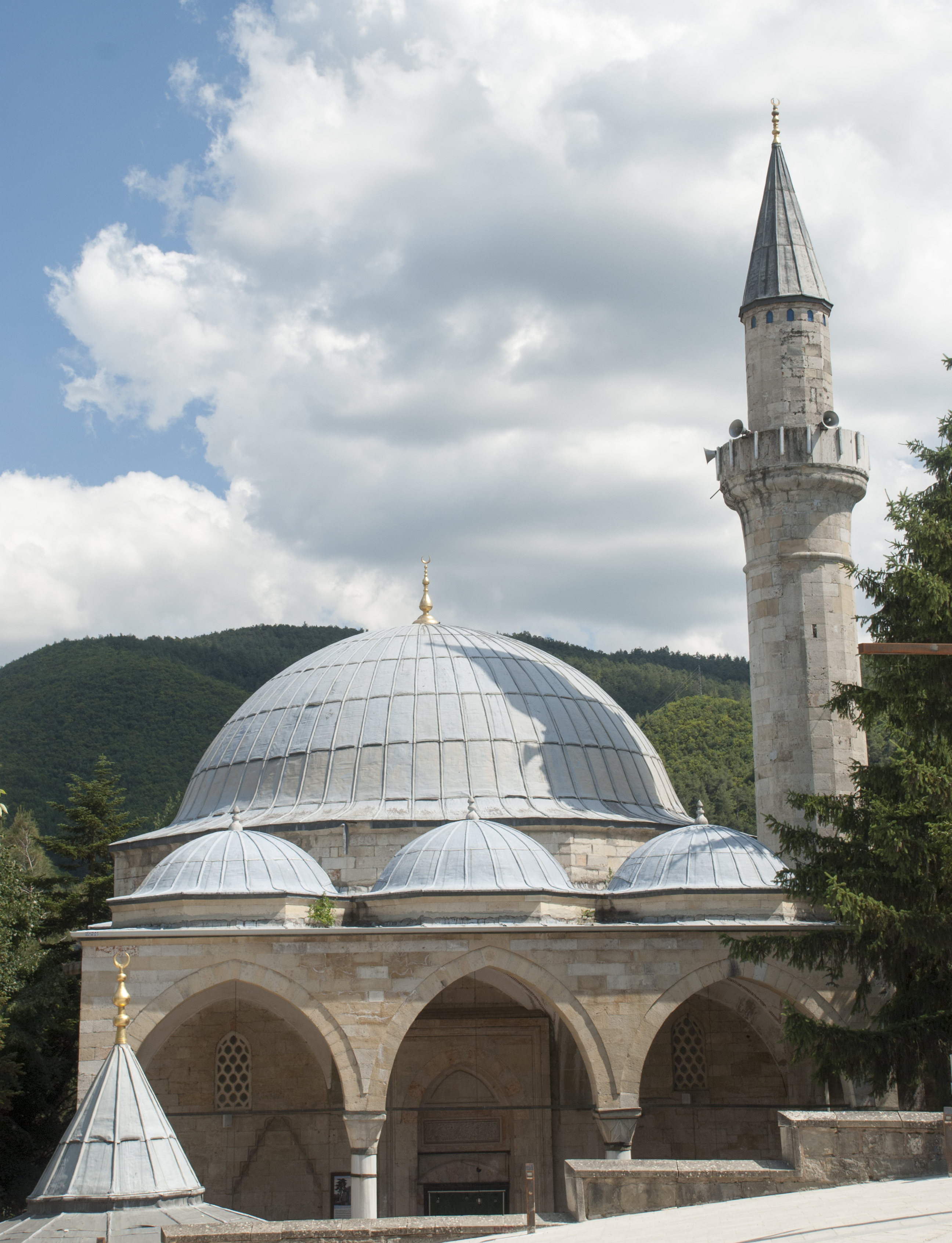
Yunus-Pascha-Moschee (Kurşunlu-Moschee), 1517 fertiggestellt

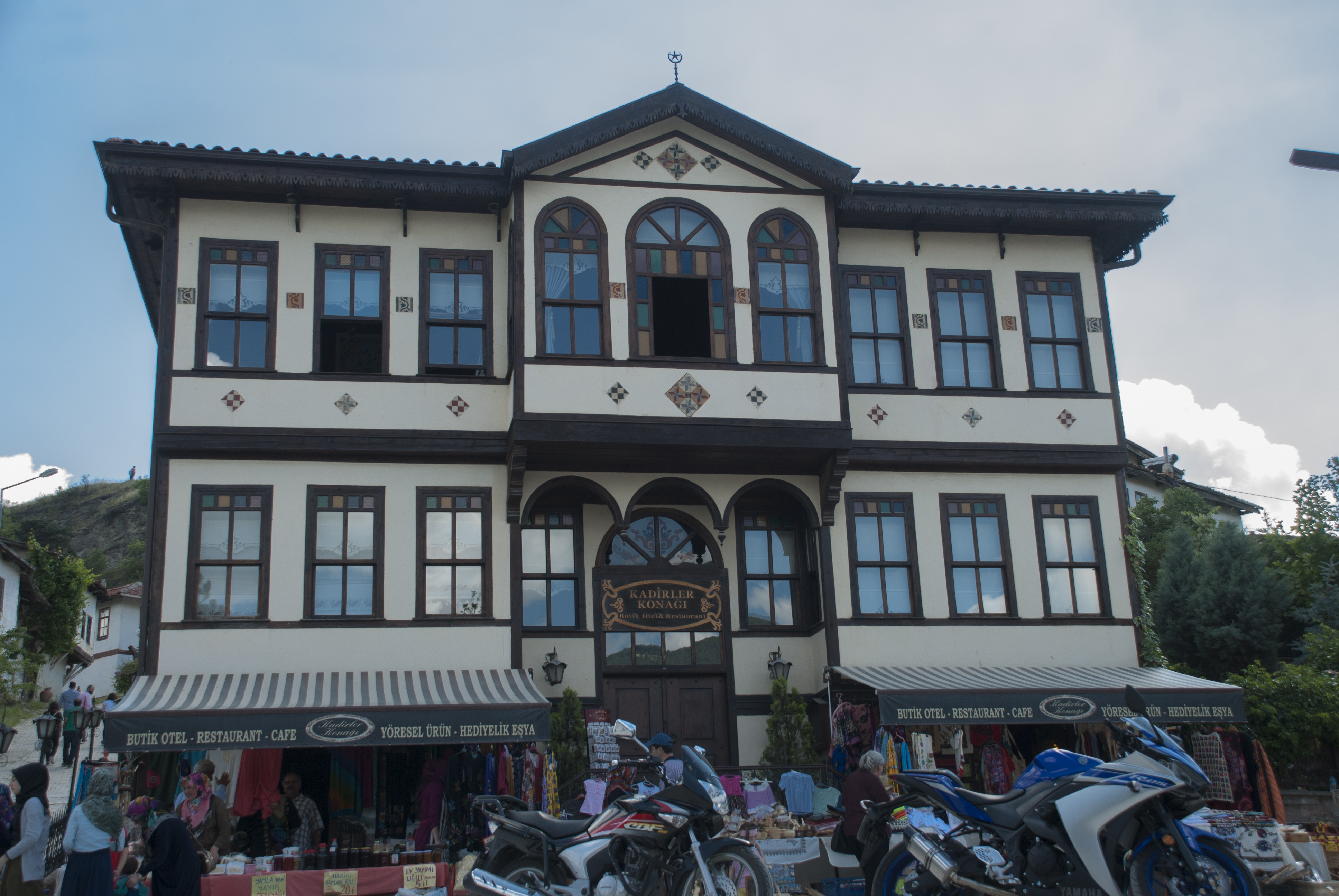
Kadirler Herrenhaus, Hotel

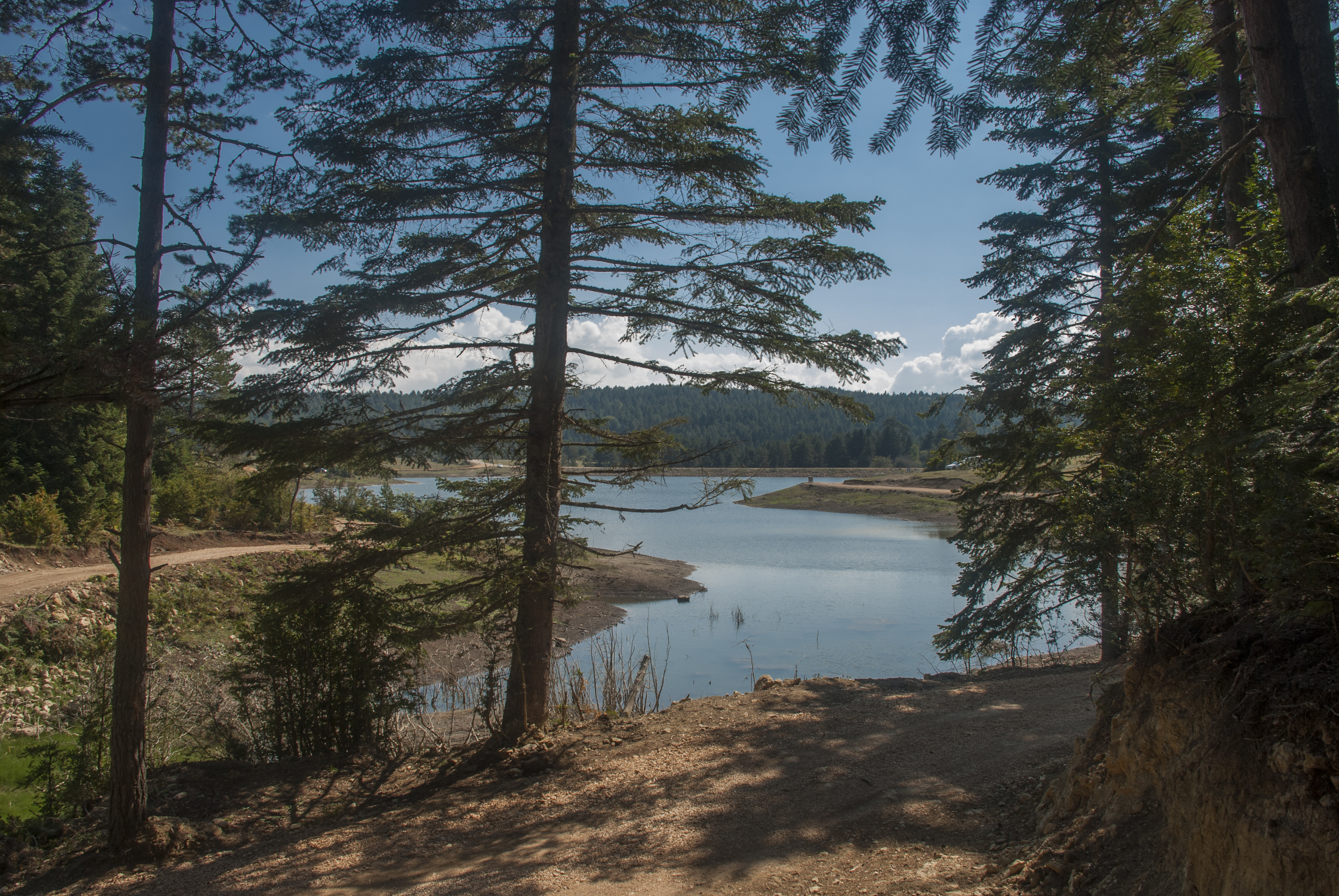
Karagöl-Teich

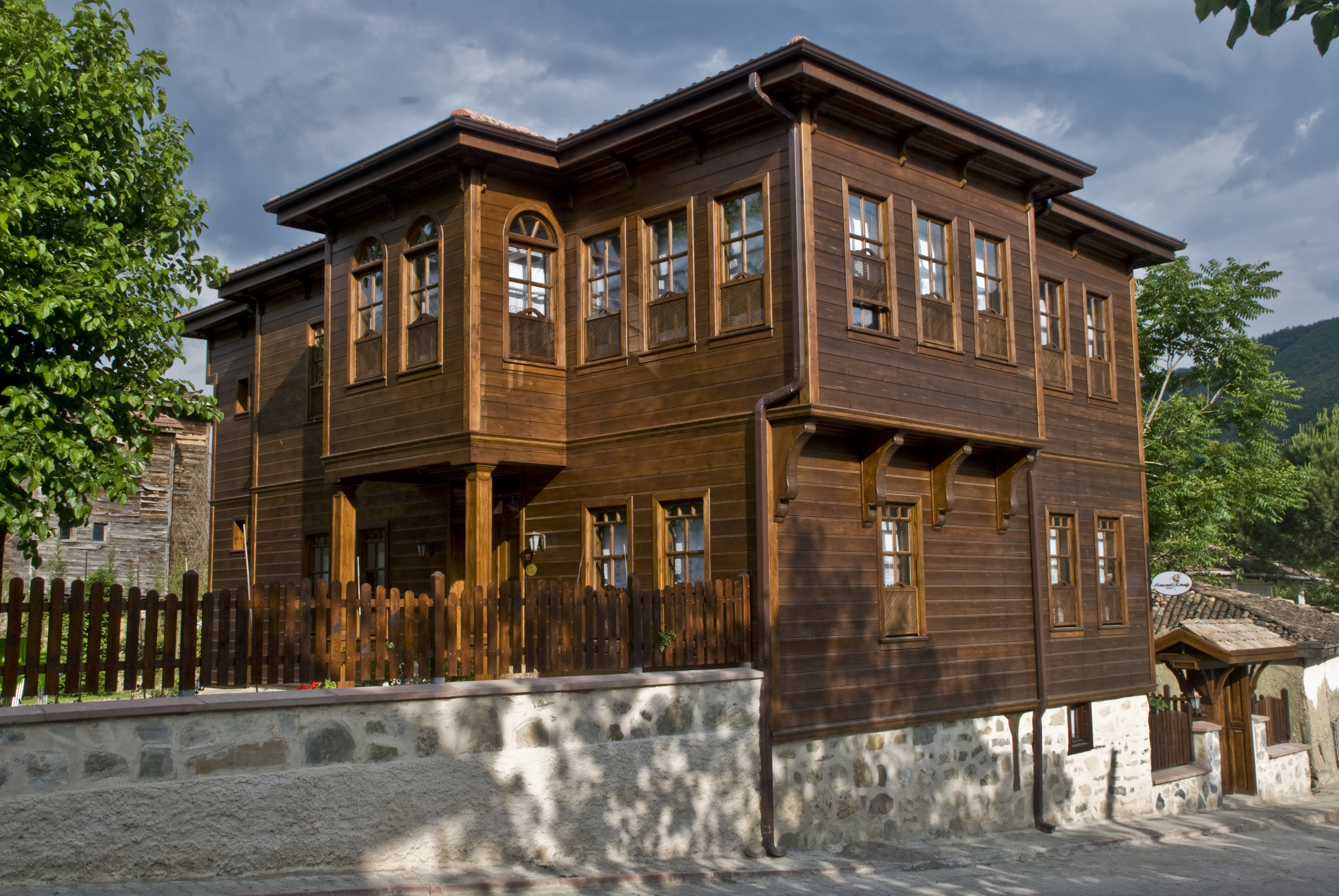
Hanımeli konağı in Taraklı